# 타카야 나츠키
타카야 나츠키(일본어: 高屋奈月 다카야 나쓰키[*], 1973년 7월 7일 ~ )는 일본의 만화가이다. 도쿄도에서 태어나 1992년 하나토유메에 'Born Free'로 데뷔하였다. 왼손잡이로 알려져 있다. 주요작품으로 유형몽상, 날개를 가진 자, 후르츠 바스켓, 별은 노래한다 등이 있다.